# Christian Parenti

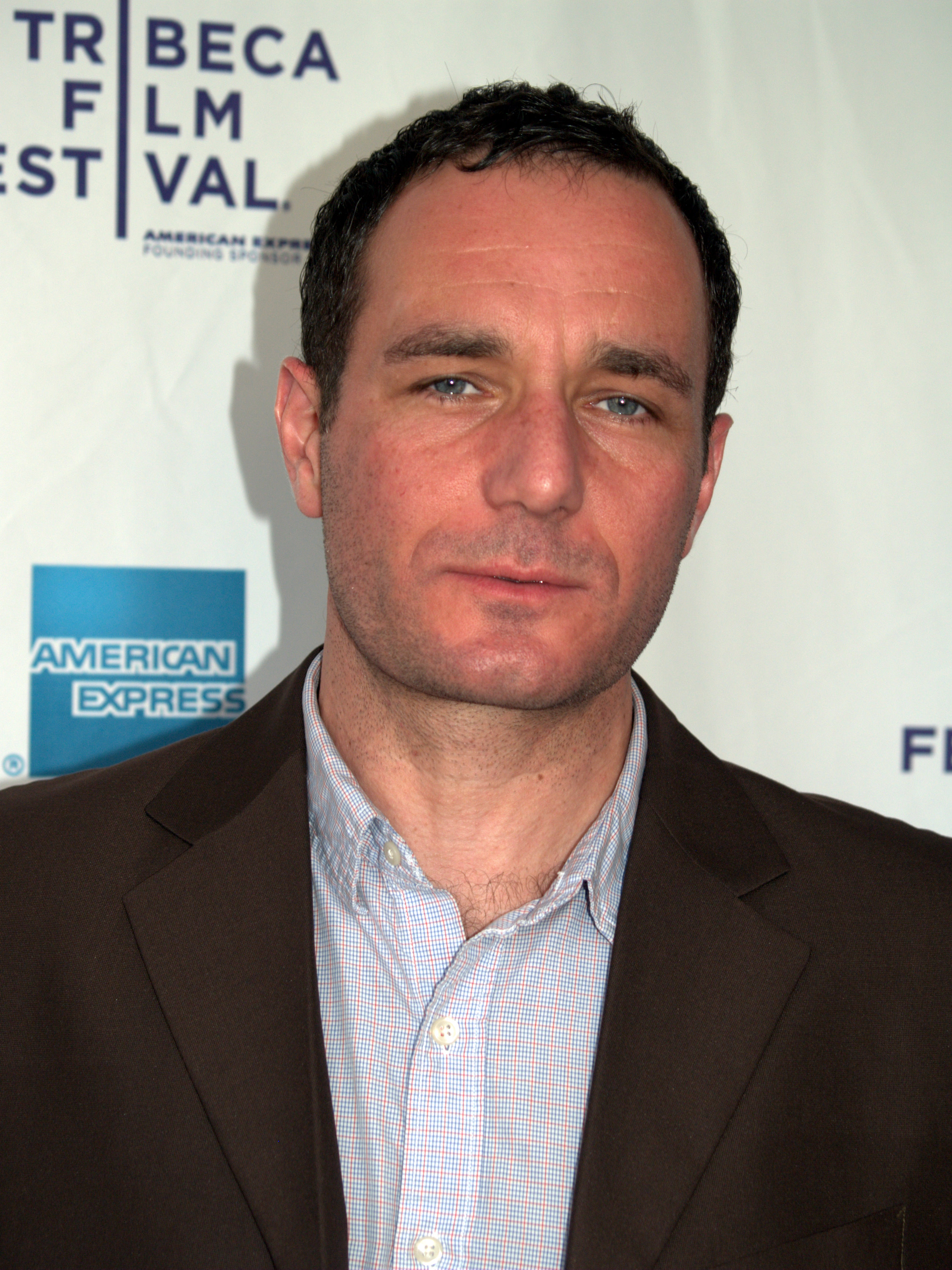
Christian Parenti (2009)

Christian Parenti ist ein amerikanischer Soziologe, investigativer Journalist und Professor an der New York University, sowie Autor mehrerer Bücher. Schwerpunkte sind aktuelle internationale Konflikte und der Klimawandel.

## Werk
Parentis Artikel werden meist in The Nation veröffentlicht und er ist außerdem regelmäßig auf Doug Henwoods Radioshow, Behind The News, KPFA, Berkeley, zu hören, um über seine Arbeit zu diskutieren. Des Weiteren schreibt er für zahlreiche andere Publikationen, darunter die London Review of Books, Mother Jones Magazin und Condé Nast Traveler.
In seinem neuesten Werk Tropic of Chaos: Climate Change and the New Geography of Violence (2011) (deutsch: Im Wendekreis des Chaos – Klimawandel und die neue Geografie der Gewalt, Laika 2013) untersucht Parenti  die Zusammenhänge des Klimawandels mit sozialen und politischen Unruhen in den mittleren Klimazonen der Welt. Parenti berichtete außerdem aus Afghanistan, Irak, Venezuela, Bolivien, Westafrika and China.

## Leben
Parenti ist der Sohn von Michael Parenti, einem Politologen und Historiker, und Susan Parenti, einer in Vermont lebenden Künstlerin. Er absolvierte die Buxton School in Williamstown, die New School for Social Research in New York und die London School of Economics, an der er schließlich seinen Abschluss als Ph.D. der Soziologie erhielt.  Heute lebt er in Brattleboro und New York City.
Parenti hat eine Professur für Liberal Studies an der New York University. Zuvor hatte er eine Professur für nachhaltige Entwicklung an der School for International Training am Graduate Institute in Washington, D.C.

## Ausgewählte Arbeiten
- Lockdown America: Police and Prisons in the Age of Crisis (1999)  ISBN 1-85984-303-4
- The Soft Cage: Surveillance in America From Slavery to the War on Terror (2003) ISBN 0-465-05485-4
- The Freedom: Shadows and Hallucinations in Occupied Iraq (2004) ISBN 1-56584-948-5
- Tropic of Chaos: Climate Change and the New Geography of Violence (2011)
  - deutsch: Im Wendekreis des Chaos – Klimawandel und die neue Geografie der Gewalt. Laika-Verlag, Hamburg 2013, ISBN 978-3-942281-34-8.

## Weiterführende Links
- Homepage an der New York University
- Parenti's Webseite
- Artikel aus The Nation
- Index der Artikel von Christian Parenti
- "Christian Parenti in Afghanistan: Saturday's Elections Were A 'Farce'"  Interview mit Amy Goodman (Democracy Now!, October 12, 2004)
- "Christian Parenti: BP & Changing Energy Economies'"  Interview mit Laura Flanders (GRITtv, July 7, 2010)
- "Back to the Motherland: Cuba in Africa" (Monthly Review, June 2003)
- Audio and Transcript einer Rede von Christian Parenti vom Prison Industrial Complex
- "Homeland Security, Surveillance, and the War in Iraq: An Interview with Christian Parenti," von Lawrence Jones
- Christian Parenti on Enduring "Zombie Nuke Plants" Nationwide – Videoreportage von Democracy Now!
- Christian Parenti on Tropic of Chaos: Climate Change & the New Geography of Violence – Videoreportage von Democracy Now!